# + (álbum)
+ (pronunciado Plus) es el álbum debut del cantante y compositor británico Ed Sheeran, bajo el sello de Atlantic Records, el 8 de agosto de 2011. El álbum marca el auge comercial de Sheeran, habiendo previamente lanzado cinco EP de forma independiente. Jake Gosling produce la mayor parte del álbum, con la producción adicional del productor estadounidense de hip hop Sin ID. Tras la liberación, + debutó en la cima de la lista de álbumes del Reino Unido en la primera semana con ventas superiores a 102.000 copias.
Por el interés de los medios, +, fue impulsado de manera significativa por sus dos anteriores singles, "The A Team" y "You Need Me, I Don't Need You", que alcanzó el número tres y el número cuatro en la lista de singles del Reino Unido, respectivamente. "Lego House" fue lanzado el 10 de octubre de 2010 como tercer sencillo y emulado a este exitoso álbum en las listas como sus predecesores, alcanzando el puesto número cinco en el Reino Unido.
Fue recibido positivamente por los críticos de música. Tras el lanzamiento, +, debutó como éxito en el UK Album Chart en la primera semana vendiendo más de 102.000 copias. El álbum fue también bien recibido en el US Billboard 200, obteniendo el número 5, vendiendo 42.000 copias. El álbum del compositor inglés fue el debut más exitoso en Estados Unidos desde Susan Boyle con I Dreamed a Dream en 2008. 
+ es el sexto álbum más vendido en el Reino Unido.

## Antecedentes y grabación
Después de dejar la escuela a los 16 años, Sheeran gastó su beca de estudios moviéndose en tren de un lugar a otro en noches de micrófono abierto por todo el Reino Unido, donde iba a dormir en los sofás de sus amigos mientras editaba sus EPs y álbumes caseros.
Pero después de pasar cuatro años en los escenarios, Sheeran conoció al actor y cantante estadounidense Jamie Foxx en Los Ángeles, a quien le gustó lo suficiente como para ponerlo en el camino hacia el éxito.
A principios de 2010 Sheeran tuvo lo que describió como un "mal momento" en el Reino Unido y se fue espontáneamente a Los Ángeles para pasar un mes y "ver lo que podría suceder", después de realizar un concierto en la ciudad fue abordado por el contacto de Foxx quien produjo noches de micrófono abierto respaldadas por el propio Foxx. Ella lo invitó a actuar, y él aceptó. Tras la actuación fue contactado por el mánager de Foxx, quien luego le pidió llevar a cabo el programa de radio de Foxx. Luego, después de llevar a cabo el programa de radio Jamie Foxx le dio su número de teléfono a Sheeran, ofreciendo el tiempo en el estudio de grabación de forma gratuita. Sheeran tuvo la oportunidad de grabar varias pistas allí, y asistió a varias fiestas con Foxx, describe ese tiempo como "surrealista".  Además, sus apariciones en YouTube también tuvieron éxito cuando subió una actuación de "You Need Me, I Don't Need You", que reunió más de medio millón de visitas convirtiéndose en "uno de los de los actos más hablado en Reino Unido".
A continuación, Sheeran firmó con Atlantic Records, con el equipo que llevó a Elton John, llamado Rocket, a lo que Sheeran reaccionó diciendo "Elton entró y dijo: '¿Dónde está Ed Sheeran? Yo estaba como,"¡Maldita sea! ¡sabe mi nombre! fue surrealista, crecí escuchando su música y ahora es una de las personas que canta mis alabanzas y me ayuda con mi carrera y me anima y en realidad se interesa por mí". Sheeran comenzó a actuar con la guitarra acústica a los 11 años y su amor por el instrumento fue lo que lo mantenía tocando y cantando. Sus inspiraciones musicales desde temprana edad emergieron de The Beatles y Bob Dylan, pero señaló a Damien Rice como una mayor influencia en su música reconociéndolo después de una actuación íntima en Dublín. A lo largo de la producción de + Sheeran sabía "cómo quería que cada canción sonara", por lo que solo tomó alrededor de un día a grabar cada una con "el mismo sonido", lo que describió como un logro.
+ Está inspirado en el hip-hop del dúo Nizlopi y en el artista Damien Rice. Sheeran llevó a cabo toda la grabación con una pequeña guitarra acústica, con "ninguna banda" y "sin percusión". The Daily Telegraph publicó que los temas de las letras son cosas que le interesan en su propia vida, actuando con una "suave voz entonada y flexible" con una base hip-hop. El disco incluye ritmos "Chipper" con staccatos de riffs de guitarra. Se diferencia del género con canciones como "Grade 8", mostrandoi influencias R&B y obteniendo comparaciones con Bruno Mars, pero el álbum también cuenta con canciones inspiradas en folk-hop como " Drunk " y "self-pitying", intento fallido de resucitar una relación perdida.
Las letras también surgen de las propias dudas de Sheeran escuchado en canciones como "Wake Me Up" y "Kiss Me" que han sido comparadas con las del músico Van Morrison. El registro también visita a un "lado oscuro" con canciones como "The City", que muestra una vida sin hogar en la calle y con Sheeran haciendo beat-box. El álbum concluye con las pistas, "Give Me Love" y la pista oculta estilo folk"The Parting Glass".

## Recepción

### Crítica
El álbum recibió críticas favorables. En Metacritic, que asigna una calificación normaliza a 100 a las reseñas de críticos de la música en general, recibió una puntuación de 67, con base en 9 críticas profesionales que indicaban una recepción generalmente buena. Andy Gill de The Independent le dio al álbum cuatro estrellas de cinco, añadiendo que Sheeran hizo bien en seguir sus propios "instintos" y no adjuntándose a la música pop, diciendo que "si hubiera seguido el consejo de bajar el tono del retrato crackhead de "The A Team", Sheeran podría haber terminado con una respetable, pero carrera predecible, el folck como corriente principal del cantante y compositor", pero encontró su ""la entrega ágil de hip-hop se mueve por una ranura de R&B pulida" y sus "sensibilidades de cuello azul cortan, después de no asistir a escuelas como la escuela británica". Lex Petridis de The Guardian le dio al álbum tres de cinco estrellas y escribió que "en el peor de los casos, + es un negocio bastante atractivo"; Petridis descubrió que el lirismo de las canciones como "Wake Me Up" era débil, pero afirmó que, "aparte de su atractivo adolescente, la fuerza de Sheeran es su habilidad melódica, una forma con una canción realmente fuerte, amigable con la radio, como en 'The City' o 'Grado 8'". Sin embargo, Petridis concluyó su revisión diciendo: "No puedes evitar desear haber puesto esa capacidad a un uso un poco más nervioso, pero de nuevo, todavía podría: al menos hay evidencia de que Ed Sheeran todavía podría estar cerca cuando los gritos las niñas crecen y se calman".
Jon O'Brien, de Allmusic encontró que el lirismo de + se relatable pero afirmó que no "capitalizar su único punto de venta", afirmando "De hecho, la inesperada respuesta popular a llevar single "el Equipo a", una historia dolorosamente tierno de una prostituta adicta a la heroína (que una conciencia social James Blunt) parece haber echado fuera de curso, ya que en lugar de seguir la dirección más urbano que lo diferenciaba de sus contemporáneos".
Natalie Shaw de BBC Music le dio al álbum una respuesta mixta llamada + a veces "precoz" y "autorreferencial" con pista "You Need Me, I Don't Need You" que se muestra como un ejemplo de esto. Pero a diferencia de lo encontrado "Drunk" ser dulce ", Grade 8" como un tema destacado y comentarios positivos en el coro de la canción "The City", en conclusión Shaw declaró "+ dará fans rabiosos Sheeran mucho amar, pero "también voy a hacer de él un blanco fácil para los críticos hambrientos de nuevas direcciones en el pop, ya que no tiene realmente gel amores del hombre de folk y rap. Si él zanjas sus bottom-of-a-escaleras mecánicas Tube-baladas (véase Kiss Me) y deja de intentar mostrar, Sheeran bien podría convertirse en una propuesta emocionante sobre todo un long-play, y no solo en los momentos y demasiado breves de la magia." John Lewis del periódico Metro le dio al álbum una crítica agridulce encontrar Sheeran "está en su mejor cuando se combina ambos mundos. Acompañándose con su guitarra acústica, sus baladas enamorados de pronto se sacudirá en verbose, rimas rítmicamente complejas que muestran toda la destreza verbal de un mugre MC "pero descubrió que no pudo mantener el éxito a través de la realización de" gloopy "y" baladas anónimas ". Emily Mackay de NME le dio al álbum cuatro de cada diez marcas que cuestionan su autenticidad como músico diciendo "Tiene el toque de 'urbano' estilo con endebles hip-hop ritmos y Plan B-lite virando entre medio arsed rap y emoting boyband. tiene canciones de los "temas" (el Dido-ish, "Drunk" sensiblero, el omnipresente terror sacarina de las drogas / sin hogar / prostitución triple whammy de "The A-Team") y concluyó su examen señalando que "No hay mucho aquí que es pasa de la clase de baladistas trip-hop que abundaban en los últimos años 90".

### Comercial
En el Reino Unido, los informes de ventas entre semana mostró que + se estableció superior en el UK Albums Chart, pero informó que a pesar de los informes que todavía se enfrentan a la competencia del álbum de Laura Marling " A Creature I Don't Know". A continuación, en la fecha de emisión 18 de septiembre de 2011 + Sheeran debutó en el UK Albums Chart en su primera semana, vendiendo 102.000 copias. Después de que el álbum encabezó las listas, Sheeran escribió en su cuenta de Twitter "álbum N º 1 y 2 canciones en el top 20! Mental! Gracias a todos!", Y luego agregó: "Aquí está mi GRACIAS por llevar mi álbum al #1 ! Espero que lo disfruten", e incluyó un enlace para descargar un EP de forma gratuita. El Parlamento Europeo contó con tres pistas de ser "Alarmas de Incendio", "ella" y un remix del single "Si me necesitas, yo no te necesito". A finales de 2011, el álbum había sido certificado platino x3 indica las ventas de más de 900.000 copias. En Australia, el álbum debutó en el número 41 en la tabla antes de caer ante el número 47, en su tercera semana el álbum alcanzó el número 21 antes de hacer su punto máximo entre los diez primeros en el número ocho. El álbum se mantuvo en el top 20 durante tres semanas en total y cuenta con la certificación Gold. En Nueva Zelanda, el álbum debutó en el número 34 y hasta el momento alcanzó el puesto número dos. El álbum ha vendido más de 2 millones de copias en todo el mundo a partir de agosto de 2012.

## Lista de canciones
| + – Edition Estándar |                                    |                                          |          |  |
| N.º                  | Título                             | Escritor(es)                             | Duración |  |
| 1.                   | «The A Team»                       | Ed Sheeran                               | 4:18     |  |
| 2.                   | «Drunk»                            | Ed Sheeran, Jake Gosling                 | 3:20     |  |
| 3.                   | «U. N. I.»                         |                                          | 3:48     |  |
| 4.                   | «Grade 8»                          |                                          | 2:59     |  |
| 5.                   | «Wake Me Up»                       |                                          | 3:49     |  |
| 6.                   | «Small Bump»                       | Ed Sheeran                               | 4:19     |  |
| 7.                   | «This»                             | Ed Sheeran                               | 3:15     |  |
| 8.                   | «The City»                         |                                          | 3:54     |  |
| 9.                   | «Lego House»                       | Ed Sheeran, Jake Gosling, Chris Leonard  | 3:05     |  |
| 10.                  | «You Need Me, I Don't Need You»    |                                          | 3:40     |  |
| 11.                  | «Kiss Me»                          | Ed Sheeran                               | 4:40     |  |
| 12.                  | «Give Me Love / The Parting Glass» | Ed Sheeran, Jake Gosling y Chris Leonard | 8:46     |  |

## Créditos y personal
- Phillip Butah - ilustraciones
- Stuart Camp - Manejo
- Robert Colon - compositor
- Ben Cook - Productor Ejecutivo
- Mezclar Ruadhri Cushnan-
- Justin Franks - compositor
- Julie Frost - compositor
- Louisa Fuller - violín
- Jake Gosling - compositor, Batería, ingeniero, handclapping, Teclado, mezclar, piano, productor, programación, arreglos de cuerda, cuerdas, vocal de Mezcla, vocales
- Tom Greenwood - piano
- Edd Hartwell - Asistente
- Sally Herbert - arreglos de cuerda
- Ben Hollingsworth - batería
- Ed Howard - productor ejecutivo
- Charlie Hugall - producción adicional, batería, ingeniero, mezcla, percusión, el productor
- Rob Kinaelski - ingeniero, mezclándose
- Oli Langford - violín
- Chris Leonard - Bass, compositor, guitarrista (acústico), guitarra (bajo), guitarra (eléctrica), handclapping, voz (al fondo)
- Marco Martini - asistente
- Guy Massey - ingeniero, mezclándose
- John Metcalfe - viola
- Gordon Mills - compositor
- No Id - productor, la programación
- Donación Rawlinson - asistente
- Ed Sheeran - bajo, beat box, compositor, guitarrista (acústico), guitarra (bajo), guitarra (eléctrica), handclapping, percusión, piano, productor, voz y coros (al fondo)
- True Tiger - compositor
- Anna Ugarte - asistente
- Sukhdeep Uppal - compositor
- Chris Worsey - violonchelo
- Christian Wright - mastering
- Dingle Laa - triángulo

## Posicionamiento en listas

### Semanales
| Alemania       | Media Control Charts    | 12 |
| Australia      | Australian Albums Chart | 1  |
| Austria        | Ö3 Austria Top 40       | 21 |
| Bélgica (Fl)   | Ultratop                | 9  |
| Bélgica (W)    | Ultratip                | 38 |
| Canadá         | Canadian Albums Chart   | 5  |
| Dinamarca      | Tracklisten             | 13 |
| Escocia        | Scottish Albums Chart   | 1  |
| España         | PROMUSICAE              | 59 |
| Estados Unidos | Billboard 200           | 5  |
| Finlandia      | Suomen virallinen lista | 45 |
| Francia        | SNEP                    | 44 |
| Irlanda        | Irish Albums Chart      | 1  |
| Italia         | FIMI                    | 28 |
| Japón          | Oricon                  | 75 |
| México         | Top 100 México          | 61 |
| Noruega        | VG-lista                | 11 |
| Nueva Zelanda  | NZ Top 40 Albums Chart  | 1  |
| Países Bajos   | Dutch Albums Chart      | 8  |
| Polonia        | Polish Albums Chart     | 40 |
| Reino Unido    | UK Albums Chart         | 1  |
| Suecia         | Sverigetopplistan       | 20 |
| Suiza          | Schweizer Hitparade     | 2  |

### Anuales
| País           | Lista (2011)            | Posición |
| -------------- | ----------------------- | -------- |
| Australia      | Australian Albums Chart | 58       |
| Irlanda        | Irish Albums Chart      | 19       |
| Reino Unido    | UK Albums Chart         | 9        |
| País           | Lista (2012)            | Posición |
| Australia      | Australian Albums Chart | 5        |
| Bélgica (Fl)   | Ultratop                | 50       |
| Estados Unidos | Billboard 200           | 136      |
| Estados Unidos | Folk Albums             | 7        |
| Estados Unidos | Rock Albums             | 37       |
| Irlanda        | Irish Albums Chart      | 3        |
| Nueva Zelanda  | NZ Top 40 Albums Chart  | 2        |
| Países Bajos   | Dutch Albums Chart      | 22       |
| Reino Unido    | UK Albums Chart         | 3        |
| Suiza          | Schweizer Hitparade     | 54       |
| País           | Lista (2013)            | Posición |
| Australia      | Australian Albums Chart | 12       |
| Bélgica (Fl)   | Ultratop                | 99       |
| Estados Unidos | Billboard 200           | 46       |
| Estados Unidos | Folk Albums             | 3        |
| Estados Unidos | Rock Albums             | 8        |
| Irlanda        | Irish Albums Chart      | 17       |
| Nueva Zelanda  | NZ Top 40 Albums Chart  | 6        |
| Países Bajos   | Dutch Albums Chart      | 53       |
| Reino Unido    | UK Albums Chart         | 47       |
| País           | Lista (2014)            | Posición |
| Australia      | Australian Albums Chart | 38       |
| Estados Unidos | Billboard 200           | 122      |
| Nueva Zelanda  | NZ Top 40 Albums Chart  | 17       |
| Reino Unido    | UK Albums Chart         | 51       |
| País           | Lista (2015)            | Posición |
| Australia      | Australian Albums Chart | 30       |
| Irlanda        | Irish Albums Chart      | 20       |
| Nueva Zelanda  | NZ Top 40 Albums Chart  | 23       |
| Reino Unido    | UK Albums Chart         | 38       |
| País           | Lista (2016)            | Posición |
| Dinamarca      | Tracklisten             | 65       |

### Certificaciones
| País           | Organismo certificador | Certificación | Ventas certificadas | Ref.   |
| -------------- | ---------------------- | ------------- | ------------------- | ------ |
| Alemania       | BVMI                   | Platino       | 200 000             | [ 64 ] |
| Australia      | ARIA                   | 6× Platino    | 420 000             | [ 65 ] |
| Canadá         | Music Canada           | 2× Platino    | 160 000             | [ 66 ] |
| Dinamarca      | IFPI — Dinamarca       | Platino       | 20 000              | [ 67 ] |
| Estados Unidos | RIAA                   | 2× Platino    | 2 000 000           | [ 68 ] |
| Francia        | SNEP                   | Oro           | 50 000              | [ 69 ] |
| Irlanda        | IRMA                   | 6× Platino    | 90 000              | [ 70 ] |
| Italia         | FIMI                   | Oro           | 30 000              | [ 71 ] |
| Nueva Zelanda  | RMNZ                   | 5× Platino    | 75 000              | [ 72 ] |
| Polonia        | ZPAV                   | 2× Platino    | 40 000              | [ 73 ] |
| Reino Unido    | BPI                    | 7× Platino    | 2 100 000           | [ 74 ] |
| Suecia         | IFPI — Suecia          | Platino       | 40 000              | [ 75 ] |
| Suiza          | IFPI — Suiza           | Oro           | 15 000              | [ 76 ] |